# Чарлс Волдстајн
Чарлс Волдстајн (енгл. Charles Waldstein касније Сер Чарлс Волдстајн 30. март 1856. Њујорк — 1927) био је енглеско-амерички археолог.

## Биографија
Рођен је у Њујорку у јеврејској породици. Студирао је на Универзитету археологије на Колумбија универзитету у Њујорку, Универзитету Рупрехт-Карл у Хајделберг и Универзитету Кембриџ у Кембриџу. Године 1880. Волдстајн је професор (предавач) класичне археологије на Кембриџ универзитету, а две године касније постаје и шест година остаје директор Fitzwilliam Museum у Кембриџу. На позив из Атине 1889. одлази за директора америчке Школа за класичне студије, где остаје до 1993, када постаје професор у истој институцији. Године 1895 Волдстајн се вратио назад у Енглеску и на Универзитету Кембриџ постаје професор ликовне уметности и то место је задржао до 1901. Током боравка у Атини руководио је ископавањима Археолошког института Америке у Палатеји, Еритреји на месту где је по његовом мишљењу био гроб Аристотела. Касније је формирао међународни одбор за ископавање Херкуланеума.

### Летње олимпијске игре 1896.
Волдстајн се такмичио у стрељаштву дисциплини гађања војничком пушком на Олимпијским играма 1896. у Атини, као члан екипе САД. Његов коначни резултат и место су непознати. Био је најстарији учесник Игара и један од двојице америчких спортиста који нису освојили ниједну медаљу.